# Alpo Ruuth
Alpo Armas Ruuth, född 17 mars 1943 i Helsingfors, död 25 maj 2002 i Helsingfors, var en finländsk författare.

## Biografi
Innan han blev författare arbetade Ruuth bland annat som säljare, förarbiträde och skomakare. Han skrev episka romaner, som flera hade motiv från hans egen uppväxt i arbetarklassmiljön i stadsdelen Sörnäs i Helsingfors. 
Sitt genombrott som författare fick Ruuth med Kämppä (1969) som beskriver 1950-talet under hans ungdomstid. Hans böcker behandlar flera sociala frågor såsom utflyttningen till Sverige i Kotimaa (1974).
Han är främst känd för den omfattande och ambitiösa antikrigsromanen Korpral Julin (1971, översatt 1975), som skildrar absurda vardagar i fortsättningskrigets skyttegravar.

## Utmärkelser
För sitt författarskap tilldelades Ruuth
- Statens litteraturpris 1970, 1975, 1980 och 1982, samt
- Nominerades till Nordiska Rådets litteraturpris 1974 för Korpraali Julin.